# امیل بورل
فلیکس ادوارد ژوستن امیل بورل (به فرانسوی: Félix Édouard Justin Émile Borel) (زاده ۷ ژانویه ۱۸۷۱ - درگذشته ۳ فوریه ۱۹۵۶) سیاستمدار و ریاضی‌دان اهل فرانسه بود.

## زندگی‌نامه
بورل پیش از جان فون نویمان به مطالعه نظریه بازی‌ها پرداخت. در سال ۱۹۲۱ برای نخستین بار به مطالعهٔ برخی بازی‌های رایج در قمارخانه‌ها پرداخت. او از پوکر به عنوان نمونه استفاده کرده و درست مانند آنچه فون نیومان بعداً انجام داد به مسئله لاف زدن پرداخت و چند مقاله در مورد آن نوشت. در مقاله‌هایی که منتشر کرد، بر قابل پیش‌بینی بودن نتایج این نوع بازی‌ها به طریق منطقی، تأکید کرده بود. او پرسش‌هایی دربارهٔ نظریه بازی‌ها مطرح کرد: برای چه بازی‌هایی بهترین استراتژی وجود دارد؟ چگونه می‌توان چنین استراتژی را یافت؟ بورل کاربردهای بالقوه اقتصادی و نظامی نظریه بازی‌ها را تشخیص داده بود؛ در واقع او در برابر کاربردهای ساده‌اندیشانه نظریه بازی در مورد جنگ هشدار داده بود.
بورل که مقامی دولتی داشت در سال ۱۹۲۵ وزیر نیروی دریایی شد.